# Cerro del Pueblo
Cerro del Pueblo är ett berg i Mexiko.   Det ligger i kommunen Saltillo och delstaten Coahuila, i den centrala delen av landet, 700 km norr om huvudstaden Mexico City. Toppen på Cerro del Pueblo är 1 716 meter över havet.
Terrängen runt Cerro del Pueblo är kuperad. Runt Cerro del Pueblo är det ganska tätbefolkat, med 111 invånare per kvadratkilometer. Närmaste större samhälle är Saltillo, 4,7 km öster om Cerro del Pueblo. Omgivningarna runt Cerro del Pueblo är i huvudsak ett öppet busklandskap.